# Алексеев, Николай Дмитриевич (Герой Социалистического Труда)
Николай Дмитриевич Алексеев (2 (15) апреля 1915 года — 21 декабря 1995 года) — бригадир штукатуров строительно-монтажной конторы № 1 Саратовского совнархоза, Герой Социалистического Труда (1958).

## Биография
Родился 2 (15) апреля 1915 года в деревне Велисово Владимирского уезда Владимирской губернии (с 1986 года не существует, находилась в составе Собинского района Владимирской области) в крестьянской семье.
В 1926 году окончил сельскую школу, трудился в хозяйстве родителей.
В 1931 году уехал в Москву, поступил работать учеником штукатура в инженерно-строительный отдел ОГПУ. В 1933 году перешёл штукатуром в контору № 5 треста «Строитель» (город Москва). Работал на стройках столицы. В мае 1941 года окончил годичные курсы мастеров-десятников.
В июле 1941 года в составе группы работников треста участвовал в строительстве оборонительных сооружений под городом Смоленском на реке Десна. Затем продолжал службу в составе 62-го военно-полевого строительства Главоборонстрой НКВД СССР, участвовал в оборонительных работах под Курском и Орлом, командовал взводом.
В январе 1942 года был направлен в город Саратов в особую строительно-монтажную часть № 2. Работал штукатуром на строительстве газопровода Елшанка-Саратов в интересах оборонной промышленности. В 1943—1944 годах работал в школе фабрично-заводского обучения № 1 мастером производственного обучения группы штукатуров. Затем трудился бригадиром штукатуров строительно-монтажной части треста «Моспромстрой».
С сентября 1944 года работал в тресте «Сарпромстрой» штукатуром, мастером. В 1952 году призван в ряды Советской Армии. Службу проходил командиром взвода отдельного монтажно-технического батальона Московского военного округа. В 1953 году уволен в запас. Продолжал работать прорабом, штукатуром в том же тресте «Сарпромстрой».
Указом Президиума Верховного Совета СССР от 9 августа 1958 года за выдающиеся успехи, достигнутые в строительстве и промышленности строительных материалов Алексееву Николаю Дмитриевичу присвоено звание Героя Социалистического Труда с вручением ордена Ленина и золотой медали «Серп и Молот».
В том же году переведён бригадиром комплексной бригады треста «Саратовхимтяжстрой». С 1961 года работал в СМУ-7 треста «Саратовжилострой» прорабом, в 1967 года по состоянию здоровья переведён в мастера. В 1975 году вышел на заслуженный отдых.
Жил в городе Саратов.
Николай Дмитриевич Алексеев скончался 21 декабря 1995 года, охоронен на Елшанском кладбище города Саратова.

## Награды
- Герой Социалистического Труда (1958) — за выдающиеся успехи, достигнутые в строительстве и промышленности строительных материалов
- Орден Ленина (1958)
- Медаль «За оборону Москвы»
- медали